# Russischer Garten (Weimar)

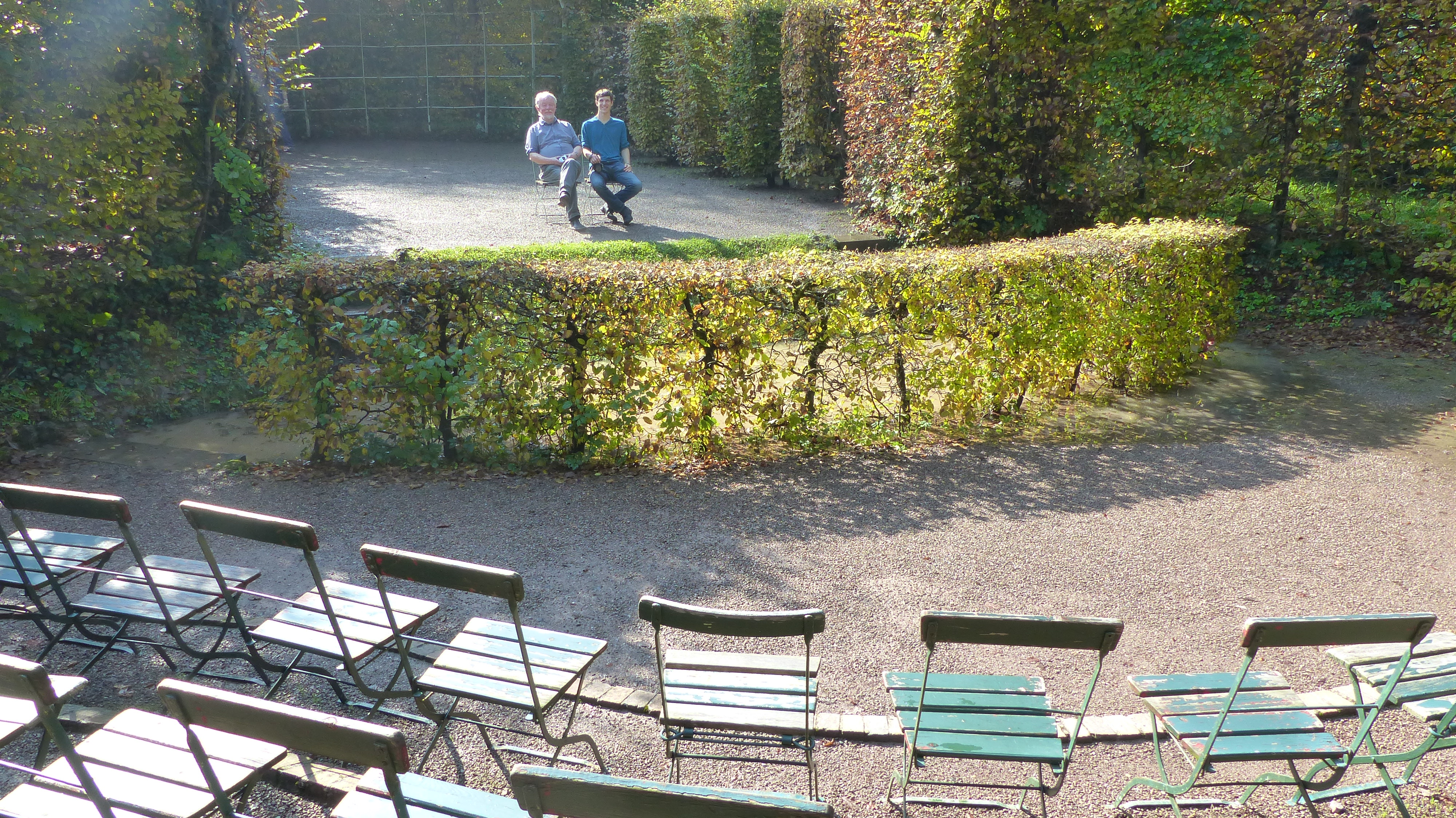
Teil des Russischen Heckentheaters

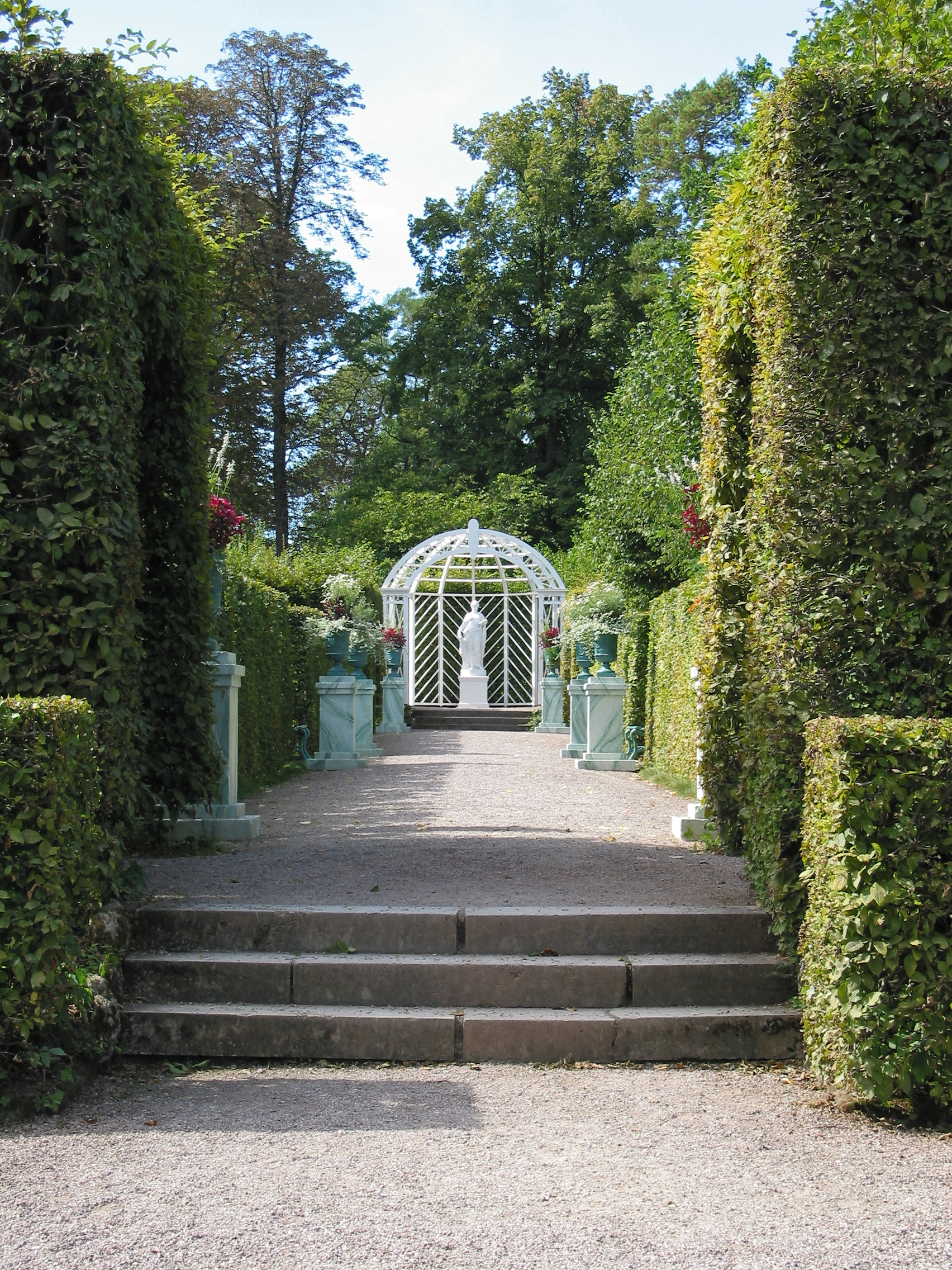
Russischer Garten am Schloss Belvedere

Der Russische Garten ist ein Abschnitt im Schlosspark Belvedere in Weimar.
Das Russische Heckentheater (Grünes Theater) – ein Anbau des ab 1811 eingerichteten Russischen Gartens – wurde 1823/24 im Schlosspark Belvedere durch Carl Friedrich von Sachsen-Weimar-Eisenach als Neue Anlage hinter dem Rußen-Garten für seine Gattin Maria Pawlowna nach dem Vorbild der Zarenresidenz Pawlowsk in der Nähe von St. Petersburg eingerichtet. Er besteht aus einem kreisrunden Bühnenteil, hinter dem sich die aus Hecken bestehenden Bühnengassen befinden. Vor dem Heckentheater auf der Mittelachse des Russischen Gartens bestehend aus den Gartenteilen Blumengarten, Amor-Garten, Lindengarten und dem Laubengang befindet sich die Flora-Laube. Ursprünglich gab es in diesem Bereich auch eine Thalia, die es aber nicht mehr gibt. Im Lindengarten gibt es zwei gusseiserne Vasen. Die Hecken- und Kulissenwände sind Hainbuchensetzlinge, die aus dem Forst von Ettersburg beziehungsweise Troistedt bezogen wurden. Unklar bleibt, ob dieses Heckentheater überhaupt jemals als solches genutzt wurde. Es war ohnehin nur dem Adel und seinen Gästen vorbehalten. Der Irrgarten rechts vom Heckentheater wurde 1843 angefügt.
Neben dem Heckentheater ist die Flora-Laube hervorzuheben. Die Flora ist ein Gipsabguss nach antikem Vorbild der Flora Farnesina. Auf diese hin ist der Blick auf der Mittelachse ausgerichtet, flankiert von acht Vasen. Im Jahre 1843 wurde ein Irrgarten bzw. ein Laubengang angebaut, in dem auch ein Blauglockenbaum steht. Die regelmäßige Gestaltung der Bepflanzung und der Wegeführung unterscheidet sich wesentlich von den übrigen Parkanlagen. Ein Abschnitt des russischen Gartens mit dem Abguss des von Martin Gottlieb Klauer geschaffenen Amor als Nachtigallenfütterer wird als Amor-Garten bezeichnet. Weitere Gartenteile sind der Lindengarten und der Blumengarten. Der Garten wurde von Anfang an als Russischer Garten bezeichnet. Es war der Bezug zur Heimat Maria Pawlownas den Zeitgenossen offenbar klar gewesen. Vorbild für den weimarischen Garten mit der Flora-Laube war der Tempel der drei Grazien in Pawlowsk. Die acht Steinvasen sind Abgüsse nach einem erhaltenen Original. In einer Malerrechnung von 1854 wurden Postamente für diese erstmalig erwähnt. Bis in das erste Viertel des 20. Jahrhunderts blieb die Anlage unverändert. Im Rahmen der Thüringer Landesausstellung von 1928 wurden Teile des Russischen Gartens einbezogen, was zu Veränderungen führte. In den Jahren 1978 bis 1982 kam es zu einer Rekonstruktion anhand historischer Pläne, archäologischer Grabungen im Gartenbereich und nach dem Vorbild in Pawlowsk. Weitere Restaurierungen folgten 1993 und 2004. Es sind auf vier Postamenten Putti als die vier Jahreszeiten im Bereich des Amor-Gartens dargestellt. Im Russischen Garten im Bereich des Blumengartena sind zwei Putti aufgestellt.